# Гуерния полосатая
Гуе́рния полоса́тая или Гуерния зе́бровая (лат. Huérnia zebrína) — вид суккулентных растений рода Гуэрния (Huernia), семейства Кутровые (Apocynaceae), естественно произрастающий на территории стран Южной Африки.

## Название
Родовое латинское (научное) название Huernia происходит от имени Юстина Хёрниуса (Justin Heurnius, 1587-1652), голландского врача и миссионера, первого европейца, который занимался сбором растений на мысе Доброй Надежды, Южная Африка. Благодаря его рисункам стали известны представители семейства Ластовневые (Asclepiadaceae).
Латинский видовой эпитет zebrina буквально переводится с латыни как «зебровая».

## Описание
Гуерния полосатая — низкорослый многолетний суккулент. Этот вид гуернии является одним из наиболее привлекательных благодаря своему необычному цветению. У цветков есть приподнятое блестящее винно-красное кольцо вокруг устья венчика, что делает их привлекательными. Венчик цветков разнообразен по размеру и обычно украшен винно-красными зебровыми полосами, интенсивность которых может варьировать. Стебли изогнуто-лежачие или лежаче-прямые, мало разветвленные, имеют ярко выраженные 5-угольные формы, неравномерно ветвятся, длиной около 5 см и диаметром около 12 мм, а также характеризуются выраженной зубчатостью. Зубцы стеблей достигают длины примерно 4,5 мм.
Цветки собраны в малочисленные соцветия на цветоносах, которые достигают длины около 12-14 мм. Сами цветки имеют следующие характеристики: венчик плоский с диаметром от (25-)35-45(-50) мм, с трубкой диаметром около 6 мм и глубиной около 7 мм. Венчик украшен блестящим кольцом, которое может варьировать от блестяще-красного до пурпурно-коричневого цвета, и может быть как маркированным, так и не маркированным. Доли венчика заострены и имеют размер примерно 12 х 10 мм. Они окрашены в зеленовато-желтый цвет с поперечными полосками, которые могут быть красного или фиолетового цвета. Обе стороны венчика гладкие. Имеется небольшая промежуточная лопасть. Чашелистики имеют длину около 6-8 мм. Коронка цветка обладает внутренними лопастями высотой от 2 до 4 мм и имеет форму когтевидного вогнутого цветка. Часто цветки этого вида крупнее самого растения и испускают запах гниющей плоти, который привлекает мух, ответственных за перенос пыльцы.

## Распространение
Вид естественно распространен в странах Южной Африки, включая Ботсвану, Мозамбик, Намибию, Эсватини, Зимбабве и в ЮАР (Квазулу-Натал и Северные провинции). Он обитает на невысоких высотах, предпочитая каменистые местности, часто произрастая на почвах, богатых известком или твердых суглинистых почвах.

## Таксономия
Huernia zebrina N.E.Br., первое упоминание в Fl. Cap. 4(1): 921 (1909).

### Подвиды
Согласно данным сайта WFO Plantlist на июнь 2023 года, род состоит из 2 подвидов:
- Huernia zebrina subsp. insigniflora (C.A.Maass) Bruyns — Гуерния полосатая приметноцветковая
- Huernia zebrina subsp. zebrina

- Huernia zebrina subsp. insigniflora
- Huernia zebrina subsp. zebrina